# 停電

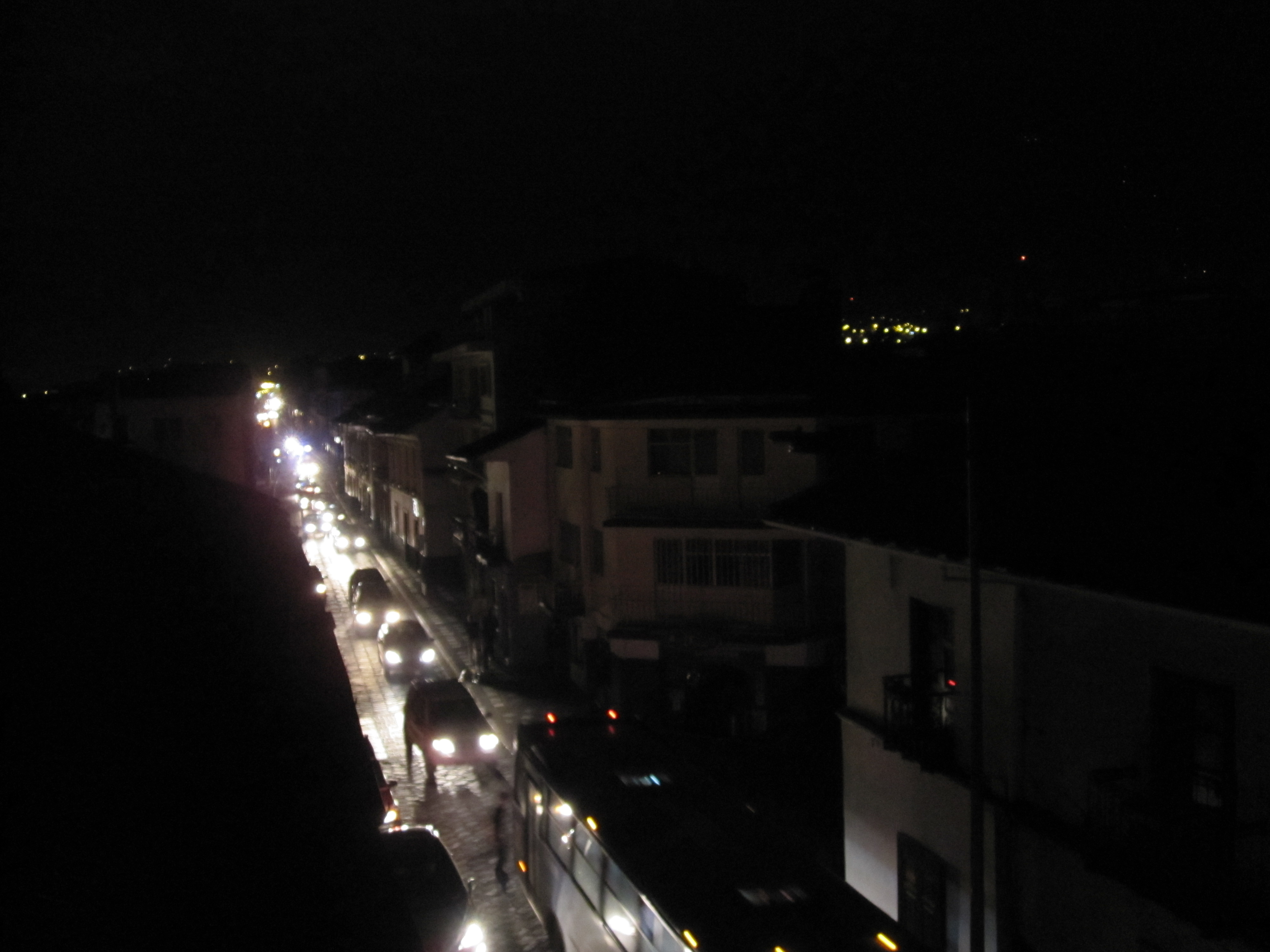
2009年11月，厄瓜多爆發電力危機，全國歷經長達三個月的輪流停電。圖為首次停電後的第14天，厄瓜多大城昆卡夜間的街景

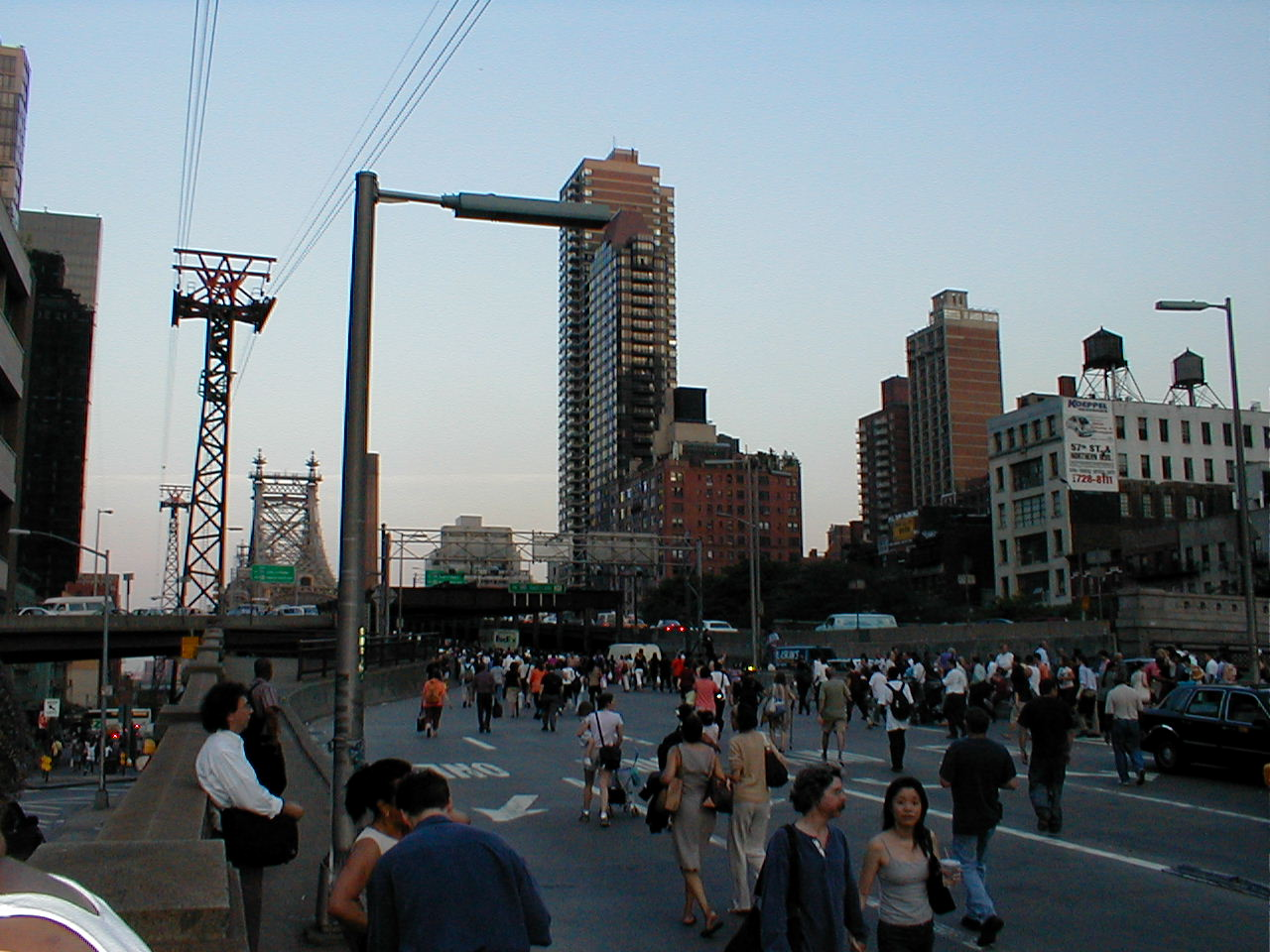
2003年美加大停電期間，美東的交通系統幾乎完全停擺，紐約街上滿是徒步行走的人

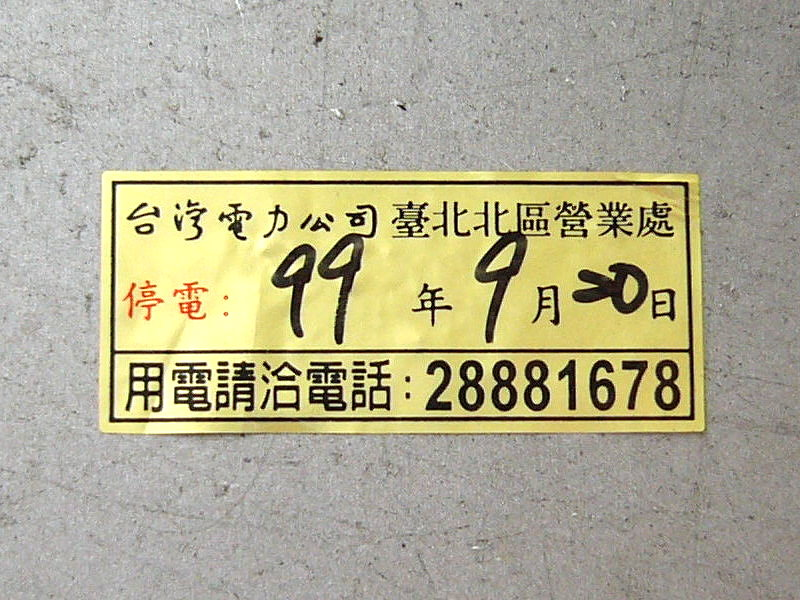
台電停電昭告標籤

停電又稱電力故障或電力事故。原因是電力供應出意外，或者有計劃施行。停電一般是指有一定的地區無電力供應。是一種灾害。

## 類型

### 計劃施行
由人員有計劃地切斷電力，可能是因為分區限電、電力設備維修、為報復或威脅他人等理由而切斷電力。
其目的也可以是：
- 節省電力

在電力供應不足時，亦會實施燈火管制，甚至是限制用電，以降低用電量。例如香港於1973年至1974年因第一次石油危機曾實施過燈火管制。
- 控制光害

在城市的光管、LED招牌、大型顯示螢幕，在深夜保持亮著，強光經常令到周遭的居民難以入眠，造成光害問題，所以部分城市已引入規章，要求商戶須於深夜將宣傳用的招牌及顯示螢幕關掉。

### 自然災害
風暴、火災、地震等令發電廠及供電設施（電塔、電線杆、電力變壓站）受損，或者短路等。如果基礎設施大量受損，停電歷時要較久才能修復。

### 人為疏忽
由于不遵循作业规范等人为意外情况也可能会造成停电。

## 後果
有計劃的停電，廠家及市民有預備，可以安排後備發電機、手電筒等。不過，意外停電則容易引發致命後果，例如醫院手術室、航空管制系統、電腦伺服器、升降機、工廠流水式生產線等。
在停電之後，突然回復輸送電力，又會產生意外，損壞電器，不可不防。

## 歷史上的大停電
- 1965年北美大停電（1965年11月9日）：北美約2500萬人受到影響。
- 1971年九龍大停電（1971年8月16日）：因受超強颱風露絲吹襲而造成停電，因持續數天，香港的九龍、新九龍及新界全面停電，導致香港新界，九龍發生的大範圍停電事件。
- 1977年紐約市大停電（1977年7月13日-14日）：紐約市與臨近地區約900萬人受到影響。
- 1996年马来西亚大停电（1996年8月3日）：整个马来半岛停电超过15个小时，为马来西亚历史上最严重的停电事故之一。
- 729全台大停電（1999年7月29日）：台南以北約846萬人受到影響。
- 加州電力危機（2000年6月-2001年5月）：多次大小停電，其中2001年3月19日的停電影響約150萬人。
- 2003年美加大停電（2003年8月14日）：北美約5000萬人受到影響。
- 2005年莫斯科大停电（2005年5月25日）：莫斯科南部、西南部、东南部城区及郊区大面积停电，莫斯科以南200公里的图拉州、卡卢加州的电力供应也受影响，经济损失超10亿美元，原因是恰吉诺变电站发生系列爆炸以及火灾。
- 2006年中国南方水灾（2006年7月）：湖广等地因台风“碧利斯”原因遭受特大洪涝灾害，其中韶关市区受水淹面积达50%以上，全城停水停电。
- 2008年中国雪灾（2008年1月）：因寒冷天气及恶劣天气，能源供需紧张，部分发电机组被迫停产；另外大量线塔因覆冰太厚，不堪重负而倒塌，导致17个省区出现拉闸限电现象，部分地区供电系统瘫痪，其中贵州省进入大面积一级停电事件应急状态。
- 厄瓜多電力危機（2009年11月-2010年1月）：多次大小停電，全國70%地區受到直接影響。
- 東日本大震災（2011年3月11日）：東北地方、茨城县全境计划停电，关东地方大多数县市计划停电。440万人受影响。
- 2012年4月10日深圳停电事件（2012年4月10日晚20时许）：因中国南方电网辖下深圳变电站设备故障，致深圳市罗湖区、福田区和龙岗区等地大面积停电。
- 2012年7月印度大停電（2012年7月30日和31日）：印度東部及北部發生大面積停電事故，超過6億人日常生活受到影響。這也是迄今為止世界最大規模停電事故。
- 815全台大停電（2017年8月15日下午接近5時）：台灣各地陸續傳出斷電消息，範圍涵括北中南都會區等地，全台約668萬用戶受影響。
- 2017年澳門大停電（2017年8月23日）：受超強颱風天鴿影響而造成的停電，停電時間持續不足1小時；由於超過200個變壓房受損嚴重，部分地區停電2至3天後才搶修恢復供電。
- 2018年北海道大停電（2018年9月6日）：由於北海道東部地震，佔北海道一半以上發電量的厚真發電站機組全停，電壓降低導致其他電站采取自動保護措施停機。造成除函館以外的北海道地區數日停電。
- 2019年阿根廷及烏拉圭大停電（2019年6月16日）：烏拉圭全國、阿根廷大部分地區、巴拉圭部分地區出現停電，一共造成4800萬人受影響無電力供應。
- 2019年7月曼哈頓停電（2019年7月13日）：曼哈顿西城發生大停電，紐約73000用戶受影響。
- 2019年8月英國大停電（2019年8月9日）：英國（英格蘭、威爾斯及部分蘇格蘭區域）約一百萬用戶受到停電影響，大範圍的停電起因為閃電引起自動保護系統低頻卸載。又称英国“8·9”大停电事故[4]。
- 2020年12月中国大陆停电限电事件（2020年12月中下旬）：湖南、江西、浙江等省份陆续发布有限用电或者限电通知，冲击不少民众的生活，其中湖南省电力甚至进入了“战时状态”，原因不明。
- 2021年德克薩斯州大停電：2021年2月中因為極端天氣而出現的大規模停電事件，最高峰有450萬戶家庭和企業停電。
- 2021年興達發電廠停機事故：因高雄市路竹路北超高壓變電所匯流排故障，導致高雄興達電廠跳機。
- 2021年9月中国东北地区停电限电事件：受电煤紧缺、火电机组停机容量大、新能源发电电力偏小和电力负荷增长等因素综合影响，中国东北地区电网电力供应持续紧张，多地出现停电迹象[5]。
- 2022年興達發電廠停機事故：在臺灣各地發生的大規模無預警停電事件，超過550萬戶受到影響。
- 2022年屯元天大停電事件（2022年6月21日）：因中華電力於元朗宏樂街連接擴業街的一條電纜橋起火，導致香港新界西元朗、天水圍、屯門發生的大範圍停電事件。
- 2022年中国高温（2022年8月）：因高温导致电力需求增加及水电发电量减少等影响，中国西南的四川、重庆等地出现电力短缺现象，四川省于8月21日启动突发事件能源供应保障一级应急响应[6]，同时四川、重庆等地接连反映中老年长者在高温及停电下中暑死亡的情况[7][8]。
- 2025年颱風丹娜絲對臺灣的影響：受台风影响，嘉義縣市、高雄、台南七股、雲林莿桐、南投竹山、鹿谷等地區輸電線塔和電線桿傾倒[9]，造成超过100万户停电；[10][11]6万8367户停水。[12]台南市議會中國國民黨黨團抨擊丹娜絲遠離後，政府救災不力致使災區斷電100小時以上[13]。